# Carlos Gruezo
Carlos Armando Gruezo Arboleda (Santo Domingo, Ecuador, 19 de abril de 1995) es un futbolista ecuatoriano. Juega de centrocampista y su equipo actual es Liga Deportiva Universitaria de la Serie A de Ecuador.

## Trayectoria

### Inicio
Es hijo del exfutbolista Carlos Armando Gruezo Quiñónez quien jugó gran parte de su carrera en el Barcelona. Los inicios de Carlos Gruezo Jr. se dieron a los 14 años en las inferiores de Liga Deportiva Universitaria y después a los 15 años de edad viajó a Uruguay, donde entrenó en el equipo Defensor Sporting Club. Luego de su paso por Uruguay en el 2010 decide retornar a Ecuador y esta vez se prueba en el Independiente del Valle donde debuta en el 2011 siendo una de las figuras del equipo.

### Barcelona S. C.
Con apenas 16 años llega al Barcelona Sporting Club, por una recomendación de última hora de su padre, el asistente técnico, ante las quejas del bajo nivel de los demás juveniles por parte del DT Luis Zubeldía, quien lo ubicaba como lateral derecho, aunque su puesto natural es delantero, pero con la llegada de Gustavo Costas pasó al mediocampo como volante de marca. Anotó su primer gol en la goleada de Barcelona ante el Manta F. C. de 4-0 siendo el cuarto tanto marcado por Grueso. El 2 de enero de 2013, Barcelona oficializa la adquisición de sus derechos federativos por 5 temporadas.

### VfB Stuttgart
El 30 de enero de 2014 se oficializa su traspaso al VfB Stuttgart de Alemania por cuatro temporadas.

### F. C. Dallas
Para la temporada 2016 fichó por el Football Club Dallas de la MLS.

### F. C. Augsburgo
Desde la temporada 2019-20 hasta principios de 2023 militó en el F. C. Augsburgo de la Bundesliga, la máxima categoría del fútbol alemán.

### San Jose Earthquakes
El 31 de enero de 2023 fue anunciado como nuevo jugador del San Jose Earthquakes de la Major League Soccer de Estados Unidos. Firmó contrato hasta finales de 2025 con opción a un año más, además fue inscrito como 'jugador franquicia'. A principios de 2025 acordó su salida del club.

### Liga Deportiva Universitaria
El 25 de enero de 2025 se confirmó su regreso a Ecuador al ser anunciado por Liga Deportiva Universitaria en la Noche Blanca, con un contrato por una temporada.

## Selección nacional

### Categorías inferiores
Ha sido internacional con la selección de Ecuador en las categorías sub-17 y sub-20. En el 2011 jugó el Mundial Sub-17 realizado en México. Con la selección Sub-20 ha jugado el Torneo Internacional COTIF que se llevó a cabo en España en el 2012. En 2013 fue convocado por Julio César Rosero para jugar el Sudamericano Sub-20, su debut en el sudamericano fue ante la selección brasileña donde igualaron 1-1. Ecuador logró clasificar al hexagonal final quedando en 4.º lugar del grupo B, pero no logra ganar ningún partido en el hexagonal por lo queda rápidamente eliminado quedando sin opción de ser finalista y clasificar al Mundial Sub-20 de Turquía.

#### Participaciones en Sudamericanos
| Campeonato                  | Sede      | Resultado    | Partidos | Goles |
| --------------------------- | --------- | ------------ | -------- | ----- |
| Sudamericano Sub-17 de 2011 | Ecuador   | Cuarto lugar | 9        | 0     |
| Sudamericano Sub-20 de 2013 | Argentina | Sexto lugar  | 9        | 0     |

#### Participaciones en Copas del Mundo
| Campeonato                  | Sede   | Resultado        | Partidos | Goles |
| --------------------------- | ------ | ---------------- | -------- | ----- |
| Copa Mundial Sub-17 de 2011 | México | Octavos de final | 4        | 1     |

### Selección absoluta
Su debut con la selección de mayores fue en un partido amistoso contra Países Bajos el 17 de mayo de 2014 donde el partido terminó empatado 1 por 1.
El 13 de mayo de 2014 el técnico de la selección ecuatoriana, Reinaldo Rueda incluyó a Gruezo en la lista preliminar de 30 jugadores que representarán a Ecuador en la Copa Mundial de Fútbol de 2014. Fue confirmado en la nómina definitiva de 23 jugadores el 2 de junio. El 14 de noviembre de 2022 fue incluido en la lista final para la Copa Mundial Catar 2022.
El 29 de mayo de 2024, fue incluido en la lista de 26 futbolistas convocados por Félix Sánchez Bas para su participación en la Copa América 2024.

#### Participaciones en Copas del Mundo
| Mundial           | Sede   | Resultado      | Partidos | Goles |
| ----------------- | ------ | -------------- | -------- | ----- |
| Copa Mundial 2014 | Brasil | Fase de grupos | 2        | 0     |
| Copa Mundial 2022 | Catar  | Fase de grupos | 1        | 0     |

#### Participaciones en eliminatorias
| Eliminatorias      | Sede            | Resultado    | Partidos | Goles |
| ------------------ | --------------- | ------------ | -------- | ----- |
| Eliminatorias 2018 | América del Sur | No clasificó | 2        | 0     |
| Eliminatorias 2022 | América del Sur | Clasificado  | 16       | 1     |
| Eliminatorias 2026 | América del Sur | Clasificado  | 7        | 0     |

#### Participaciones en Copa América
| Copa              | Sede           | Resultado        | Partidos | Goles |
| ----------------- | -------------- | ---------------- | -------- | ----- |
| Copa América 2016 | Estados Unidos | Cuartos de final | 4        | 0     |
| Copa América 2019 | Brasil         | Fase de grupos   | 2        | 0     |
| Copa América 2021 | Brasil         | Cuartos de final | 1        | 0     |
| Copa América 2024 | Estados Unidos | Cuartos de final | 4        | 0     |

### Partidos internacionales
Actualizado al último partido disputado el 19 de noviembre de 2024.
| \| N.° \| Fecha \| Ciudad \| Rival \| Resultado \| Resultado \| Competencia \| \| --- \| ------------------------ \| ---------------- \| -------------- \| ------------ \| --------- \| ----------------------------------- \| \| 1. \| 17 de mayo de 2014 \| Ámsterdam \| Países Bajos \| 1-1 \| Empate \| Amistoso \| \| 2. \| 31 de mayo de 2014 \| Arlington \| México \| 1-3 \| Derrota \| Amistoso \| \| 3. \| 4 de junio de 2014 \| Miami \| Inglaterra \| 2-2 \| Empate \| Amistoso \| \| 4. \| 15 de junio de 2014 \| Brasilia \| Suiza \| 1-2 \| Derrota \| Mundial 2014 Brasil \| \| 5. \| 20 de junio de 2014 \| Curitiba \| Honduras \| 2-1 \| Victoria \| Mundial 2014 Brasil \| \| 6. \| 6 de septiembre de 2014 \| Lauderdale \| Bolivia \| 4-0 \| Victoria \| Amistoso \| \| 7. \| 10 de octubre de 2014 \| East Hartford \| Estados Unidos \| 1-1 \| Empate \| Amistoso \| \| 8. \| 14 de octubre de 2014 \| Harrison \| El Salvador \| 5-1 \| Victoria \| Amistoso \| \| 9. \| 31 de marzo de 2015 \| East Rutherford \| Argentina \| 1-2 \| Derrota \| Amistoso \| \| 10. \| 8 de septiembre de 2015 \| Quito \| Honduras \| 2-0 \| Victoria \| Amistoso \| \| 11. \| 25 de mayo de 2016 \| Frisco \| Estados Unidos \| 0-1 \| Derrota \| Amistoso \| \| 12. \| 4 de junio de 2016 \| Pasadena \| Brasil \| 0-0 \| Empate \| Copa América Centenario \| \| 13. \| 8 de junio de 2016 \| Glendale \| Perú \| 2-2 \| Empate \| Copa América Centenario \| \| 14. \| 12 de junio de 2016 \| East Rutherford \| Haití \| 4-0 \| Victoria \| Copa América Centenario \| \| 15. \| 16 de junio de 2016 \| Seattle \| Estados Unidos \| 1-2 \| Derrota \| Copa América Centenario \| \| 16. \| 1 de septiembre de 2016 \| Quito \| Brasil \| 0-3 \| Derrota \| Eliminatorias al Mundial Rusia 2018 \| \| 17. \| 6 de septiembre de 2016 \| Lima \| Perú \| 1-2 \| Derrota \| Eliminatorias al Mundial Rusia 2018 \| \| 18. \| 12 de octubre de 2018 \| Doha \| Catar \| 3-4 \| Derrota \| Amistoso \| \| 19. \| 16 de octubre de 2018 \| Doha \| Omán \| 0-0 \| Empate \| Amistoso \| \| 20. \| 15 de noviembre de 2018 \| Lima \| Perú \| 2-0 \| Victoria \| Amistoso \| \| 21. \| 20 de noviembre de 2018 \| Ciudad de Panamá \| Panamá \| 2-1 \| Victoria \| Amistoso \| \| 22. \| 21 de marzo de 2019 \| Orlando \| Estados Unidos \| 0-1 \| Derrota \| Amistoso \| \| 23. \| 26 de marzo de 2019 \| Harrison \| Honduras \| 0-0 \| Empate \| Amistoso \| \| 24. \| 9 de junio de 2019 \| Arlington \| México \| 2-3 \| Derrota \| Amistoso \| \| 25. \| 21 de junio de 2019 \| Salvador \| Chile \| 1-2 \| Derrota \| Copa América 2019 \| \| 26. \| 24 de junio de 2019 \| Belo Horizonte \| Japón \| 1-1 \| Empate \| Copa América 2019 \| \| 27. \| 8 de octubre de 2020 \| Buenos Aires \| Argentina \| 0-1 \| Derrota \| Eliminatorias al Mundial Catar 2022 \| \| 28. \| 13 de octubre de 2020 \| Quito \| Uruguay \| 4-2 \| Victoria \| Eliminatorias al Mundial Catar 2022 \| \| 29. \| 12 de noviembre de 2020 \| La Paz \| Bolivia \| 3-2 \| Victoria \| Eliminatorias al Mundial Catar 2022 \| \| 30. \| 4 de junio de 2021 \| Porto Alegre \| Brasil \| 0-2 \| Derrota \| Eliminatorias al Mundial Catar 2022 \| \| 31. \| 3 de julio de 2021 \| Goiânia \| Argentina \| 0-3 \| Derrota \| Copa América 2021 \| \| 32. \| 2 de septiembre de 2021 \| Quito \| Paraguay \| 2-0 \| Victoria \| Eliminatorias al Mundial Catar 2022 \| \| 33. \| 5 de septiembre de 2021 \| Quito \| Chile \| 0-0 \| Empate \| Eliminatorias al Mundial Catar 2022 \| \| 34. \| 9 de septiembre de 2021 \| Montevideo \| Uruguay \| 0-1 \| Derrota \| Eliminatorias al Mundial Catar 2022 \| \| 35. \| 7 de octubre de 2021 \| Guayaquil \| Bolivia \| 3-0 \| Victoria \| Eliminatorias al Mundial Catar 2022 \| \| 36. \| 10 de octubre de 2021 \| Caracas \| Venezuela \| 1-2 \| Derrota \| Eliminatorias al Mundial Catar 2022 \| \| 37. \| 14 de octubre de 2021 \| Barranquilla \| Colombia \| 0-0 \| Empate \| Eliminatorias al Mundial Catar 2022 \| \| 38. \| 11 de noviembre de 2021 \| Quito \| Venezuela \| 1-0 \| Victoria \| Eliminatorias al Mundial Catar 2022 \| \| 39. \| 16 de noviembre de 2021 \| Santiago \| Chile \| 2-0 \| Victoria \| Eliminatorias al Mundial Catar 2022 \| \| 40. \| 27 de enero de 2022 \| Quito \| Brasil \| 1-1 \| Empate \| Eliminatorias al Mundial Catar 2022 \| \| 41. \| 1 de febrero de 2022 \| Lima \| Perú \| 1-1 \| Empate \| Eliminatorias al Mundial Catar 2022 \| \| 42. \| 24 de marzo de 2022 \| Ciudad del Este \| Paraguay \| 1-3 \| Derrota \| Eliminatorias al Mundial Catar 2022 \| \| 43. \| 29 de marzo de 2022 \| Guayaquil \| Argentina \| 1-1 \| Empate \| Eliminatorias al Mundial Catar 2022 \| \| 44. \| 5 de junio de 2022 \| Chicago \| México \| 0-0 \| Empate \| Amistoso \| \| 45. \| 11 de junio de 2022 \| Fort Lauderdale \| Cabo Verde \| 1-0 \| Victoria \| Amistoso \| \| 46. \| 23 de septiembre de 2022 \| Murcia \| Arabia Saudita \| 0-0 \| Empate \| Amistoso \| \| 47. \| 29 de noviembre de 2022 \| Rayán \| Senegal \| 1-2 \| Derrota \| Mundial Catar 2022 \| \| 48. \| 17 de junio de 2023 \| Harrison \| Bolivia \| 1-0 \| Victoria \| Amistoso \| \| 49. \| 20 de junio de 2023 \| Chester \| Costa Rica \| 3-1 \| Victoria \| Amistoso \| \| 50. \| 7 de septiembre de 2023 \| Buenos Aires \| Argentina \| 0-1 \| Derrota \| Eliminatorias al Mundial 2026 \| \| 51. \| 12 de septiembre de 2023 \| Quito \| Uruguay \| 2-1 \| Victoria \| Eliminatorias al Mundial 2026 \| \| 52. \| 12 de octubre de 2023 \| La Paz \| Bolivia \| 2-1 \| Victoria \| Eliminatorias al Mundial 2026 \| \| 53. \| 17 de octubre de 2023 \| Quito \| Colombia \| 0-0 \| Empate \| Eliminatorias al Mundial 2026 \| \| 54. \| 21 de noviembre de 2023 \| Quito \| Chile \| 1-0 \| Victoria \| Eliminatorias al Mundial 2026 \| \| 55. \| 21 de marzo de 2024 \| Harrison \| Guatemala \| 2-0 \| Victoria \| Amistoso \| \| 56. \| 24 de marzo de 2024 \| Harrison \| Italia \| 0-2 \| Derrota \| Amistoso \| \| 57. \| 9 de junio de 2024 \| Chicago \| Argentina \| 0-1 \| Derrota \| Amistoso \| \| 58. \| 12 de junio de 2024 \| Chester \| Bolivia \| 3-1 \| Victoria \| Amistoso \| \| 59. \| 16 de junio de 2024 \| East Hartford \| Honduras \| 2-1 \| Victoria \| Amistoso \| \| 60. \| 22 de junio de 2024 \| Santa Clara \| Venezuela \| 1-2 \| Derrota \| Copa América 2024 \| \| 61. \| 26 de junio de 2024 \| Paradise \| Jamaica \| 3-1 \| Victoria \| Copa América 2024 \| \| 62. \| 30 de junio de 2024 \| Glendale \| México \| 0-0 \| Empate \| Copa América 2024 \| \| 63. \| 4 de julio de 2024 \| Houston \| Argentina \| 1-1 (2-4 p.) \| Empate \| Copa América 2024 \| \| 64. \| 6 de septiembre de 2024 \| Curitiba \| Brasil \| 0-1 \| Derrota \| Eliminatorias al Mundial 2026 \| \| 65. \| 19 de noviembre de 2024 \| Barranquilla \| Colombia \| 1-0 \| Victoria \| Eliminatorias al Mundial 2026 \| |                          |                  |                |              |           |                                     |
| N.° | Fecha                    | Ciudad           | Rival          | Resultado    | Resultado | Competencia                         |
| 1. | 17 de mayo de 2014       | Ámsterdam        | Países Bajos   | 1-1          | Empate    | Amistoso                            |
| 2. | 31 de mayo de 2014       | Arlington        | México         | 1-3          | Derrota   | Amistoso                            |
| 3. | 4 de junio de 2014       | Miami            | Inglaterra     | 2-2          | Empate    | Amistoso                            |
| 4. | 15 de junio de 2014      | Brasilia         | Suiza          | 1-2          | Derrota   | Mundial 2014 Brasil                 |
| 5. | 20 de junio de 2014      | Curitiba         | Honduras       | 2-1          | Victoria  | Mundial 2014 Brasil                 |
| 6. | 6 de septiembre de 2014  | Lauderdale       | Bolivia        | 4-0          | Victoria  | Amistoso                            |
| 7. | 10 de octubre de 2014    | East Hartford    | Estados Unidos | 1-1          | Empate    | Amistoso                            |
| 8. | 14 de octubre de 2014    | Harrison         | El Salvador    | 5-1          | Victoria  | Amistoso                            |
| 9. | 31 de marzo de 2015      | East Rutherford  | Argentina      | 1-2          | Derrota   | Amistoso                            |
| 10. | 8 de septiembre de 2015  | Quito            | Honduras       | 2-0          | Victoria  | Amistoso                            |
| 11. | 25 de mayo de 2016       | Frisco           | Estados Unidos | 0-1          | Derrota   | Amistoso                            |
| 12. | 4 de junio de 2016       | Pasadena         | Brasil         | 0-0          | Empate    | Copa América Centenario             |
| 13. | 8 de junio de 2016       | Glendale         | Perú           | 2-2          | Empate    | Copa América Centenario             |
| 14. | 12 de junio de 2016      | East Rutherford  | Haití          | 4-0          | Victoria  | Copa América Centenario             |
| 15. | 16 de junio de 2016      | Seattle          | Estados Unidos | 1-2          | Derrota   | Copa América Centenario             |
| 16. | 1 de septiembre de 2016  | Quito            | Brasil         | 0-3          | Derrota   | Eliminatorias al Mundial Rusia 2018 |
| 17. | 6 de septiembre de 2016  | Lima             | Perú           | 1-2          | Derrota   | Eliminatorias al Mundial Rusia 2018 |
| 18. | 12 de octubre de 2018    | Doha             | Catar          | 3-4          | Derrota   | Amistoso                            |
| 19. | 16 de octubre de 2018    | Doha             | Omán           | 0-0          | Empate    | Amistoso                            |
| 20. | 15 de noviembre de 2018  | Lima             | Perú           | 2-0          | Victoria  | Amistoso                            |
| 21. | 20 de noviembre de 2018  | Ciudad de Panamá | Panamá         | 2-1          | Victoria  | Amistoso                            |
| 22. | 21 de marzo de 2019      | Orlando          | Estados Unidos | 0-1          | Derrota   | Amistoso                            |
| 23. | 26 de marzo de 2019      | Harrison         | Honduras       | 0-0          | Empate    | Amistoso                            |
| 24. | 9 de junio de 2019       | Arlington        | México         | 2-3          | Derrota   | Amistoso                            |
| 25. | 21 de junio de 2019      | Salvador         | Chile          | 1-2          | Derrota   | Copa América 2019                   |
| 26. | 24 de junio de 2019      | Belo Horizonte   | Japón          | 1-1          | Empate    | Copa América 2019                   |
| 27. | 8 de octubre de 2020     | Buenos Aires     | Argentina      | 0-1          | Derrota   | Eliminatorias al Mundial Catar 2022 |
| 28. | 13 de octubre de 2020    | Quito            | Uruguay        | 4-2          | Victoria  | Eliminatorias al Mundial Catar 2022 |
| 29. | 12 de noviembre de 2020  | La Paz           | Bolivia        | 3-2          | Victoria  | Eliminatorias al Mundial Catar 2022 |
| 30. | 4 de junio de 2021       | Porto Alegre     | Brasil         | 0-2          | Derrota   | Eliminatorias al Mundial Catar 2022 |
| 31. | 3 de julio de 2021       | Goiânia          | Argentina      | 0-3          | Derrota   | Copa América 2021                   |
| 32. | 2 de septiembre de 2021  | Quito            | Paraguay       | 2-0          | Victoria  | Eliminatorias al Mundial Catar 2022 |
| 33. | 5 de septiembre de 2021  | Quito            | Chile          | 0-0          | Empate    | Eliminatorias al Mundial Catar 2022 |
| 34. | 9 de septiembre de 2021  | Montevideo       | Uruguay        | 0-1          | Derrota   | Eliminatorias al Mundial Catar 2022 |
| 35. | 7 de octubre de 2021     | Guayaquil        | Bolivia        | 3-0          | Victoria  | Eliminatorias al Mundial Catar 2022 |
| 36. | 10 de octubre de 2021    | Caracas          | Venezuela      | 1-2          | Derrota   | Eliminatorias al Mundial Catar 2022 |
| 37. | 14 de octubre de 2021    | Barranquilla     | Colombia       | 0-0          | Empate    | Eliminatorias al Mundial Catar 2022 |
| 38. | 11 de noviembre de 2021  | Quito            | Venezuela      | 1-0          | Victoria  | Eliminatorias al Mundial Catar 2022 |
| 39. | 16 de noviembre de 2021  | Santiago         | Chile          | 2-0          | Victoria  | Eliminatorias al Mundial Catar 2022 |
| 40. | 27 de enero de 2022      | Quito            | Brasil         | 1-1          | Empate    | Eliminatorias al Mundial Catar 2022 |
| 41. | 1 de febrero de 2022     | Lima             | Perú           | 1-1          | Empate    | Eliminatorias al Mundial Catar 2022 |
| 42. | 24 de marzo de 2022      | Ciudad del Este  | Paraguay       | 1-3          | Derrota   | Eliminatorias al Mundial Catar 2022 |
| 43. | 29 de marzo de 2022      | Guayaquil        | Argentina      | 1-1          | Empate    | Eliminatorias al Mundial Catar 2022 |
| 44. | 5 de junio de 2022       | Chicago          | México         | 0-0          | Empate    | Amistoso                            |
| 45. | 11 de junio de 2022      | Fort Lauderdale  | Cabo Verde     | 1-0          | Victoria  | Amistoso                            |
| 46. | 23 de septiembre de 2022 | Murcia           | Arabia Saudita | 0-0          | Empate    | Amistoso                            |
| 47. | 29 de noviembre de 2022  | Rayán            | Senegal        | 1-2          | Derrota   | Mundial Catar 2022                  |
| 48. | 17 de junio de 2023      | Harrison         | Bolivia        | 1-0          | Victoria  | Amistoso                            |
| 49. | 20 de junio de 2023      | Chester          | Costa Rica     | 3-1          | Victoria  | Amistoso                            |
| 50. | 7 de septiembre de 2023  | Buenos Aires     | Argentina      | 0-1          | Derrota   | Eliminatorias al Mundial 2026       |
| 51. | 12 de septiembre de 2023 | Quito            | Uruguay        | 2-1          | Victoria  | Eliminatorias al Mundial 2026       |
| 52. | 12 de octubre de 2023    | La Paz           | Bolivia        | 2-1          | Victoria  | Eliminatorias al Mundial 2026       |
| 53. | 17 de octubre de 2023    | Quito            | Colombia       | 0-0          | Empate    | Eliminatorias al Mundial 2026       |
| 54. | 21 de noviembre de 2023  | Quito            | Chile          | 1-0          | Victoria  | Eliminatorias al Mundial 2026       |
| 55. | 21 de marzo de 2024      | Harrison         | Guatemala      | 2-0          | Victoria  | Amistoso                            |
| 56. | 24 de marzo de 2024      | Harrison         | Italia         | 0-2          | Derrota   | Amistoso                            |
| 57. | 9 de junio de 2024       | Chicago          | Argentina      | 0-1          | Derrota   | Amistoso                            |
| 58. | 12 de junio de 2024      | Chester          | Bolivia        | 3-1          | Victoria  | Amistoso                            |
| 59. | 16 de junio de 2024      | East Hartford    | Honduras       | 2-1          | Victoria  | Amistoso                            |
| 60. | 22 de junio de 2024      | Santa Clara      | Venezuela      | 1-2          | Derrota   | Copa América 2024                   |
| 61. | 26 de junio de 2024      | Paradise         | Jamaica        | 3-1          | Victoria  | Copa América 2024                   |
| 62. | 30 de junio de 2024      | Glendale         | México         | 0-0          | Empate    | Copa América 2024                   |
| 63. | 4 de julio de 2024       | Houston          | Argentina      | 1-1 (2-4 p.) | Empate    | Copa América 2024                   |
| 64. | 6 de septiembre de 2024  | Curitiba         | Brasil         | 0-1          | Derrota   | Eliminatorias al Mundial 2026       |
| 65. | 19 de noviembre de 2024  | Barranquilla     | Colombia       | 1-0          | Victoria  | Eliminatorias al Mundial 2026       |

### Goles internacionales
| \| N.° \| Fecha \| Lugar \| Rival \| Gol \| Resultado \| Resultado \| Competición \| \| --- \| ----------------------- \| --------------------------------------- \| ------- \| --- \| --------- \| --------- \| -------------------------- \| \| 1. \| 12 de noviembre de 2020 \| Estadio Hernando Siles, La Paz, Bolivia \| Bolivia \| 3–2 \| 3–2 \| Victoria \| Eliminatorias Mundial 2022 \| |                         |                                         |         |     |           |           |                            |
| N.° | Fecha                   | Lugar                                   | Rival   | Gol | Resultado | Resultado | Competición                |
| 1. | 12 de noviembre de 2020 | Estadio Hernando Siles, La Paz, Bolivia | Bolivia | 3–2 | 3–2       | Victoria  | Eliminatorias Mundial 2022 |

## Estadísticas

### Clubes
Actualizado al último partido disputado el 14 de agosto de 2025.
| Club                                   | Div.          | Temporada     | Liga  | Liga  | Copas nacionales | Copas nacionales | Copas internacionales | Copas internacionales | Total | Total | Total  | Prom. |
| Club                                   | Div.          | Temporada     | Part. | Goles | Part.            | Goles            | Part.                 | Goles                 | Part. | Goles | Asist. | Prom. |
| -------------------------------------- | ------------- | ------------- | ----- | ----- | ---------------- | ---------------- | --------------------- | --------------------- | ----- | ----- | ------ | ----- |
| Independiente del Valle · Ecuador      | 1.ª           | 2010          | 0     | 0     | Inexistentes     | Inexistentes     | Inexistentes          | Inexistentes          | 0     | 0     | 0      | 0     |
| Independiente del Valle · Ecuador      | 1.ª           | 2011          | 4     | 0     | Inexistentes     | Inexistentes     | Inexistentes          | Inexistentes          | 4     | 0     | 0      | 0     |
| Independiente del Valle · Ecuador      | Total club    | Total club    | 4     | 0     | 0                | 0                | 0                     | 0                     | 4     | 0     | 0      | 0     |
| Barcelona S. C. · Ecuador              | 1.ª           | 2012          | 39    | 1     | Inexistentes     | Inexistentes     | 1                     | 0                     | 40    | 1     | 0      | 0.03  |
| Barcelona S. C. · Ecuador              | 1.ª           | 2013          | 38    | 2     | Inexistentes     | Inexistentes     | 3                     | 0                     | 41    | 2     | 0      | 0.05  |
| Barcelona S. C. · Ecuador              | Total club    | Total club    | 77    | 3     | 0                | 0                | 4                     | 0                     | 81    | 3     | 0      | 0.04  |
| Stuttgart · Alemania                   | 1.ª           | 2013-14       | 8     | 0     | 0                | 0                | —                     | —                     | 8     | 0     | 0      | 0     |
| Stuttgart · Alemania                   | 1.ª           | 2014-15       | 8     | 1     | 0                | 0                | —                     | —                     | 8     | 1     | 0      | 0.13  |
| Stuttgart · Alemania                   | 1.ª           | 2015-16       | 2     | 0     | 1                | 0                | —                     | —                     | 3     | 0     | 0      | 0     |
| Stuttgart · Alemania                   | Total club    | Total club    | 18    | 1     | 1                | 0                | 0                     | 0                     | 19    | 1     | 0      | 0.05  |
| F. C. Dallas Estados Unidos            | 1.ª           | 2016          | 29    | 0     | 3                | 0                | 0                     | 0                     | 32    | 0     | 0      | 0     |
| F. C. Dallas Estados Unidos            | 1.ª           | 2017          | 31    | 0     | 1                | 0                | 6                     | 1                     | 38    | 1     | 6      | 0.03  |
| F. C. Dallas Estados Unidos            | 1.ª           | 2018          | 32    | 2     | 1                | 1                | 2                     | 0                     | 35    | 3     | 1      | 0.09  |
| F. C. Dallas Estados Unidos            | 1.ª           | 2019          | 9     | 1     | 0                | 0                | 0                     | 0                     | 9     | 1     | 0      | 0.11  |
| F. C. Dallas Estados Unidos            | Total club    | Total club    | 101   | 3     | 5                | 1                | 8                     | 1                     | 114   | 5     | 7      | 0.04  |
| F. C. Augsburgo · Alemania             | 1.ª           | 2019-20       | 11    | 0     | 1                | 0                | Inexistentes          | Inexistentes          | 12    | 0     | 1      | 0     |
| F. C. Augsburgo · Alemania             | 1.ª           | 2020-21       | 28    | 0     | 2                | 0                | Inexistentes          | Inexistentes          | 30    | 0     | 0      | 0     |
| F. C. Augsburgo · Alemania             | 1.ª           | 2021-22       | 17    | 0     | 1                | 0                | Inexistentes          | Inexistentes          | 18    | 0     | 0      | 0     |
| F. C. Augsburgo · Alemania             | 1.ª           | 2022-23       | 13    | 0     | 2                | 0                | Inexistentes          | Inexistentes          | 15    | 0     | 0      | 0     |
| F. C. Augsburgo · Alemania             | Total club    | Total club    | 69    | 0     | 6                | 0                | 0                     | 0                     | 75    | 0     | 1      | 0     |
| San Jose Earthquakes Estados Unidos    | 1.ª           | 2023          | 29    | 0     | 1                | 0                | 2                     | 0                     | 32    | 0     | 2      | 0     |
| San Jose Earthquakes Estados Unidos    | 1.ª           | 2024          | 24    | 0     | 0                | 0                | 4                     | 0                     | 28    | 0     | 1      | 0     |
| San Jose Earthquakes Estados Unidos    | Total club    | Total club    | 53    | 0     | 1                | 0                | 6                     | 0                     | 60    | 0     | 3      | 0     |
| Liga Deportiva Universitaria · Ecuador | 1.ª           | 2025          | 22    | 1     | 1                | 0                | 6                     | 0                     | 29    | 1     | 3      | 0.03  |
| Liga Deportiva Universitaria · Ecuador | Total club    | Total club    | 22    | 1     | 1                | 0                | 6                     | 0                     | 29    | 1     | 3      | 0.03  |
| Total carrera                          | Total carrera | Total carrera | 344   | 8     | 14               | 1                | 24                    | 1                     | 382   | 10    | 14     | 0.03  |
| 1. 2.                                  |               |               |       |       |                  |                  |                       |                       |       |       |        |       |

## Palmarés

### Campeonatos nacionales
| Título                   | Club                         | País           | Año  |
| ------------------------ | ---------------------------- | -------------- | ---- |
| Campeonato Nacional      | Barcelona S. C.              | Ecuador        | 2012 |
| Lamar Hunt U.S. Open Cup | F. C. Dallas                 | Estados Unidos | 2016 |
| MLS Supporters' Shield   | F. C. Dallas                 | Estados Unidos | 2016 |
| Supercopa de Ecuador     | Liga Deportiva Universitaria | Ecuador        | 2025 |

### Distinciones individuales
| Distinción                                         | Año  |
| -------------------------------------------------- | ---- |
| Incluido en el 11 ideal del Campeonato Ecuatoriano | 2012 |
| Mejor Juvenil Sub-20 de Ecuador                    | 2012 |